# Crusader Kings III
Crusader Kings III est un jeu vidéo de grande stratégie développé par Paradox Development Studio sorti le 1er septembre 2020.
Le jeu est un simulateur de dynastie où l'on contrôle une dynastie médiévale, de 867 ou 1066 ou 1178 à 1453, dates respectives de l'ère Viking ou de la conquête normande de l'Angleterre et de la chute de Constantinople,.
Il a été annoncé pour la première fois le 19 octobre 2019 lors de la PDXCON 2019. Cet opus fait office de suite à Crusader Kings 2 et est le troisième de la série Crusader Kings.

## Système de jeu
Le joueur peut être à la tête d'un empire, d'un royaume, d'un duché ou d'un comté et aura pour but de faire survivre sa dynastie tout le long de la partie en naviguant dans la politique féodale et les différentes guerres qui en résulteront.
Les personnages sont entièrement affichés et modélisés en 3D, au lieu de portraits en 2D. Comme dans Crusader Kings 2, ils possèdent des traits pouvant affecter leurs statistiques et leur comportement.
Toutes les religions sont jouables dans le jeu de base mais les théocraties et les républiques marchandes ne sont pas incluses dans le jeu. Les nomades quant à eux sont jouables depuis la sortie du DLC Khans of the Steppe, sortie le 28 avril 2025.
La carte du jeu est plus détaillée et plus grande que celle du précédent opus, s'étendant de l'Irlande à la Birmanie, et de la Scandinavie à la côte de l'Or en Afrique de l'Ouest,. Contrairement à Crusader Kings 2, le niveau de détail permet l'affichage des baronnies sur la carte.

## Extensions
Le jeu est accompagné de plusieurs extensions servant à développer certains aspects spécifiques du système de jeu.
La sortie d'une extension est toujours accompagnée d'une mise à jour gratuite pour tous les utilisateurs ajoutant du contenu en jeu, même ceux ne possédant pas cette nouvelle extension.
L'équipe de développement distingue plusieurs types d'extension, listés ci-dessous par ordre d'importance :
- Expansion : extension majeure, changeant profondément le gameplay ;
- Flavor Pack : extension mineure, se concentrant sur une région du monde en particulier ;
- Event Pack : extension mineure, ajoutant divers évènements.

| Nom                   | Chapitre   | Version associée     | Type            | Date de sortie   | Description |
| --------------------- | ---------- | -------------------- | --------------- | ---------------- | --- |
| Northern Lords        | Chapitre 1 | 1.3 « Corvus »       | Flavor Pack     | 16 mars 2021     | Contenu pour les personnages de la culture nordique, notamment des décisions comme partir conquérir des terres en abandonnant celle(s) que le joueur possède jusqu'alors.                                                              |
| Royal Court           | Chapitre 1 | 1.5 « Fleur-de-Lis » | Expansion       | 8 février 2022   | Ajoute une nouvelle zone dans le jeu, appelée cour royale. L'extension comprend d'autres fonctionnalités, comme la grandeur, les personnages inspirés, les cultures hybrides et la divergence culturelle.                              |
| Fate of Iberia        | Chapitre 1 | 1.6 « Castle »       | Flavor Pack     | 31 mai 2022      | Se concentre sur la péninsule ibérique et les relations complexes entre catholiques et musulmans dans cette région. |
| Friends and Foes      | Chapitre 1 | 1.7 « Bastion »      | Event Pack      | 8 septembre 2022 | Ajoute des évènements liés aux relations personnelles entre les personnages. |
| Tours and Tournaments | Chapitre 2 | 1.9 « Lance »        | Expansion       | 11 mai 2023      | Ajoute des grandes activités pour les personnages, telles que des chasses, des tournois et des voyages. |
| Wards and Wardens     | Chapitre 2 | 1.10 « Quill »       | Event Pack      | 22 août 2023     | Développe les évènements liés à l'enfance et l'éducation. |
| Legacy of Persia      | Chapitre 2 | 1.11 « Peacock »     | Flavor Pack     | 9 novembre 2023  | Se concentre sur l'intermède iranien et la lutte pour le pouvoir dans cette région. |
| Legends of the Dead   | Chapitre 3 | 1.12 « Scythe »      | Core Expansion  | 4 mars 2024      | Ajoute le concept de héros, avec le système de légende. Le DLC ajoute également des mécaniques plus approfondies sur les maladies. |
| Roads to Power        | Chapitre 3 | 1.13 « Basileus »    | Expansion       | 9 septembre 2024 | Ajoute le concept de domaine seigneurial, ainsi que du contenu propre à l'Empire byzantin, comme le gouvernement administratif. Le patch lié à ce DLC ajoute une date de départ en 1178. Il ajoute également un gameplay d'aventurier. |
| Wandering Nobles      | Chapitre 3 | 1.14 « Traverse »    | Event Pack      | 4 novembre 2024  | Ajoute des évènements liés aux personnages itinérants. |
| Khans of the Steppe   | Chapitre 4 | 1.16 « Chamfron »    | Core Expansion  | 28 avril 2025    | Ajoute le gouvernement nomade et met l'emphase sur la culture mongole. |
| Coronations           | Chapitre 4 |                      | Event Pack      | Q3 2025          | Ajoute des évènements liés aux couronnements. |
| All Under Heaven      | Chapitre 4 |                      | Major Expansion | Q4 2025          | Une extension de la carte vers l'Asie de l'Est est prévue. Elle prévoit également du contenu lié à la Chine, au Japon, à l'Asie du sud-est, ainsi que sur les routes de la soie.                                                       |

À ces extensions s'ajoutent des packs cosmétiques (Cosmetic packs), ajoutant uniquement des nouvelles tenues pour les personnages, se concentrant à chaque fois sur une région du monde en particulier.
| Nom                               | Date de sortie     | Région du monde                   | Notes                                           |
| --------------------------------- | ------------------ | --------------------------------- | ----------------------------------------------- |
| Garments of the Holy Roman Empire | 1er septembre 2020 | Saint Empire Romain Germanique    | Offert aux joueurs ayant précommandé le jeu.    |
| Fashion of the Abbasid Court      | 1er septembre 2020 | Moyen-Orient et d'Afrique du Nord | Fait partie du Chapitre 1 de DLC.               |
| Elegance of the Empire            | 4 avril 2023       | Europe centrale                   | Fait partie du Chapitre 2 de DLC.               |
| North African Attire              | 23 janvier 2024    | Afrique du Nord                   | Fait partie du 2024 Community Creations Bundle. |
| Couture of the Capets             | 6 février 2024     | France                            | Fait partie du Chapitre 3 de DLC.               |
| West Slavic Attire                | 27 novembre 2024   | Europe centrale et orientale      | Fait partie du 2024 Community Creations Bundle. |
| Crowns of the World               | 12 mars 2025       | Monde entier                      | Fait partie du Chapitre 4 de DLC.               |
| Arctic Attire                     | 25 février 2025    | Europe du Nord (Samis et Khanty)  | Fait partie du 2025 Community Creations Bundle. |
| Medieval Monuments                | 25 février 2025    | Monde entier                      | Fait partie du 2025 Community Creations Bundle. |

## Réception

### Accueil de la presse
Avant sa sortie officielle, le jeu a été acclamé par la critique, recevant une note très positive de 91/100 sur Metacritic, pour 60 critiques. Le site IGN lui donne la note parfaite de 10/10.

### Controverse
Après l'annonce du jeu, le site web anglais Rock, Paper, Shotgun a publié un article affirmant que la locution latine « Deus vult » ("Dieu le veut" ; mots ayant historiquement fondé la première croisade) serait absente du jeu à cause de son utilisation controversée par des mouvements racistes et d'extrême droite sur Internet. Beaucoup de fans sur Reddit, sur les forums et sur la communauté Steam ont exprimé leur mécontentement et ont lancé une pétition en ligne. Ce à quoi le directeur de jeu Henrik Fåhraeus a répondu : « Je pense que cette question a été mal communiquée jusqu'à présent. Nous n'avons pas spécifiquement déterminé quels termes seront utilisés dans le jeu, à part leur signification dans le contexte historique. L'équipe décidera quels textes s'adapteront ou non à CK3 de manière appropriée. »
Finalement dès la sortie le 1er septembre 2020, « Deus vult » figure dans le jeu.